# Tour de Pologne 1961
18. edycja wyścigu kolarskiego Tour de Pologne odbyła się w dniach 23–30 lipca 1961. Rywalizację rozpoczęło 100 kolarzy, a ukończyło 68. Łączna długość wyścigu – 1329 km.
Pierwsze miejsce w klasyfikacji generalnej zajął Henryk Kowalski (CRZZ I), drugie Bogusław Fornalczyk (LZS I), a trzecie Eberhard Butzke (NRD).
Wyścig odbył się nie jesienią, jak najczęściej bywało, lecz w lipcu, z udziałem pięciu ekip zagranicznych (NRD, Rumunia, CSRS, Austria i Francja). Z zawodników krajowych brakowało wielu znanych zawodników, było to spowodowane udziałem naszych kolarzy w wyścigach zagranicznych. Absencja "śmietanki polskiego kolarstwa" negatywnie odbiła się na poziomie sportowym wyścigu.
Sędzią głównym wyścigu był Zdzisław Mroziński.

## Etapy
| Etap      | Data     | Start – meta             | Długość (km) | Zwycięzca etapu      | Lider               |
| I etap    | 23 lipca | Warszawa – Kielce        | 168          | Bogusław Fornalczyk  | Bogusław Fornalczyk |
| II etap   | 24 lipca | Kielce – Częstochowa     | 154          | Kazimierz Domański   | Kazimierz Domański  |
| III etap  | 25 lipca | Częstochowa – Nysa       | 178          | Franciszek Surmiński | Kazimierz Domański  |
| IV etap   | 26 lipca | Nysa – Wałbrzych         | 112          | Eugeniusz Pokorny    | Tadeusz Zadrożny    |
| V etap    | 27 lipca | Wałbrzych – Zielona Góra | 175          | Eugeniusz Pokorny    | Henryk Kowalski     |
| VI etap   | 28 lipca | Zielona Góra – Piła      | 218          | Józef Beker          | Henryk Kowalski     |
| VII etap  | 29 lipca | Piła – Inowrocław        | 131          | Rajmund Zieliński    | Henryk Kowalski     |
| VIII etap | 30 lipca | Inowrocław – Łódź        | 193          | Józef Jochem         | Henryk Kowalski     |

## Końcowa klasyfikacja generalna

### Klasyfikacja indywidualna
| Poz. | Zawodnik            | Kraj   | Zespół             | Czas (średnia km/h)       |
| ---- | ------------------- | ------ | ------------------ | ------------------------- |
| 1.   | Henryk Kowalski     | Polska | CRZZ I             | 33h 59' 44" (39,093 km/h) |
| 2.   | Bogusław Fornalczyk | Polska | LZS I              | +02' 28"                  |
| 3.   | Eberhard Butzke     | NRD    | NRD                | +02' 50"                  |
| 4.   | Kazimierz Domański  | Polska | Legia I            | +04' 19"                  |
| 5.   | Tadeusz Zadrożny    | Polska | LZS I              | +04' 31"                  |
| 6.   | Jan Ścibiorek       | Polska | CRZZ I             | +05' 14"                  |
| 7.   | Franciszek Kosela   | Polska | Legia I            | +06' 18"                  |
| 8.   | Zygmunt Kaczmarczyk | Polska | Gwardia            | +09' 46"                  |
| 9.   | Józef Beker         | Polska | LZS Mokrzeszów     | +10' 04"                  |
| 10.  | Henryk Komuniewski  | Polska | Kolejarz Sosnowiec | +10' 23"                  |

### Klasyfikacja drużynowa
| 1. | LZS I   | 101h 59' 34" |
| 2. | CRZZ I  | +12' 48"     |
| 3. | Legia I | +18' 45"     |
| 4. | NRD     | +23' 53"     |
| 5. | Gwardia | +30' 43"     |